# Łukasz Gierak
Łukasz Gierak (* 22. Juni 1988 in Wągrowiec) ist ein polnischer Handballspieler.

## Karriere

### Verein
Łukasz Gierak lernte das Handballspielen bei Nielba Wągrowiec. Mit diesem Verein spielte der 1,92 m große mittlere Rückraumspieler ab 2009 nach dem Aufstieg aus der zweiten polnischen Liga in der PGNiG Superliga Mężczyzn. Nach dem Abstieg im Sommer 2012 wechselte er während der Spielzeit 2012/13 zum Erstligisten Pogoń Stettin, mit dem er am EHF-Pokal 2015/16 teilnahm. Ab 2016 lief er für den deutschen Verein TuS N-Lübbecke in der 2. Bundesliga auf. 2017 gelang der Aufstieg in die Bundesliga, 2018 musste der TuS wieder absteigen. Im Sommer 2020 kehrte Gierak zu Pogoń Stettin zurück. Seit 2022 steht er bei KPR Ostrovia Ostrów Wielkopolski unter Vertrag.

### Nationalmannschaft
Mit der polnischen Nationalmannschaft nahm Gierak an den Olympischen Spielen 2016 teil. In drei Spielen erzielte er sieben Tore und belegte mit Polen den vierten Platz. Bei der Weltmeisterschaft 2017 warf er vier Tore in sieben Partien und kam auf den 17. Platz. Insgesamt bestritt er 33 Länderspiele, in denen er 31 Tore erzielte.